# Dalmannia
Dalmannia là một chi ruồi trong họ Conopidae.

## Các loài
- Dalmannia aculeata (Linnaeus, 1758, 1761)
- Dalmannia blaisdelli Cresson, 1919
- Dalmannia confusa Becker, 1923
- Dalmannia dorsalis (Fabricius, 1794)
- Dalmannia heterotricha Bohart, 1938
- Dalmannia marginata (Meigen, 1824)
- Dalmannia nigriceps Loew, 1866
- Dalmannia pacifica Banks, 1916
- Dalmannia picta Williston, 1883
- Dalmannia punctata (Fabricius, 1794)
- Dalmannia vitiosa Coquillett, 1892

Danh sách này không đầy đủ, bạn cũng có thể giúp mở rộng danh sách.